# Сила жінок

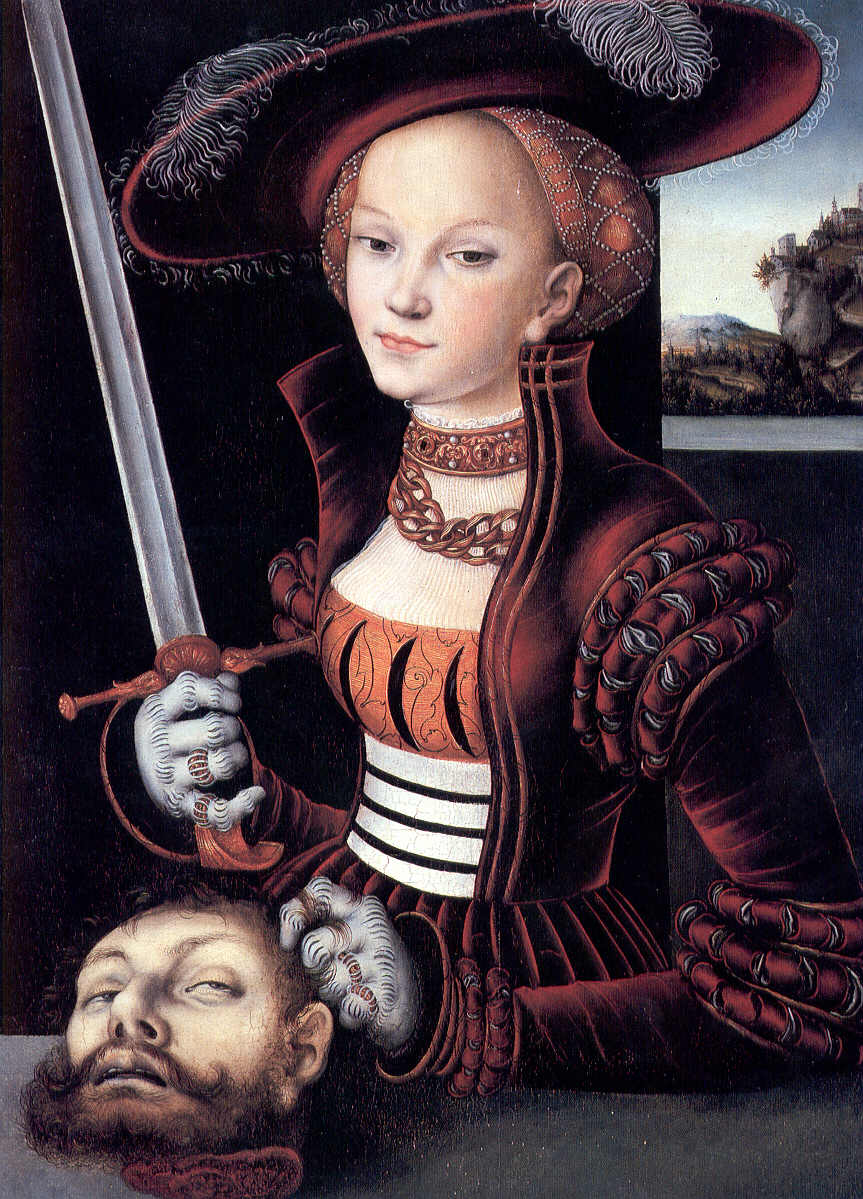
«Юдита з головою Олоферна», Лукас Кранах Старший, 1530 рік

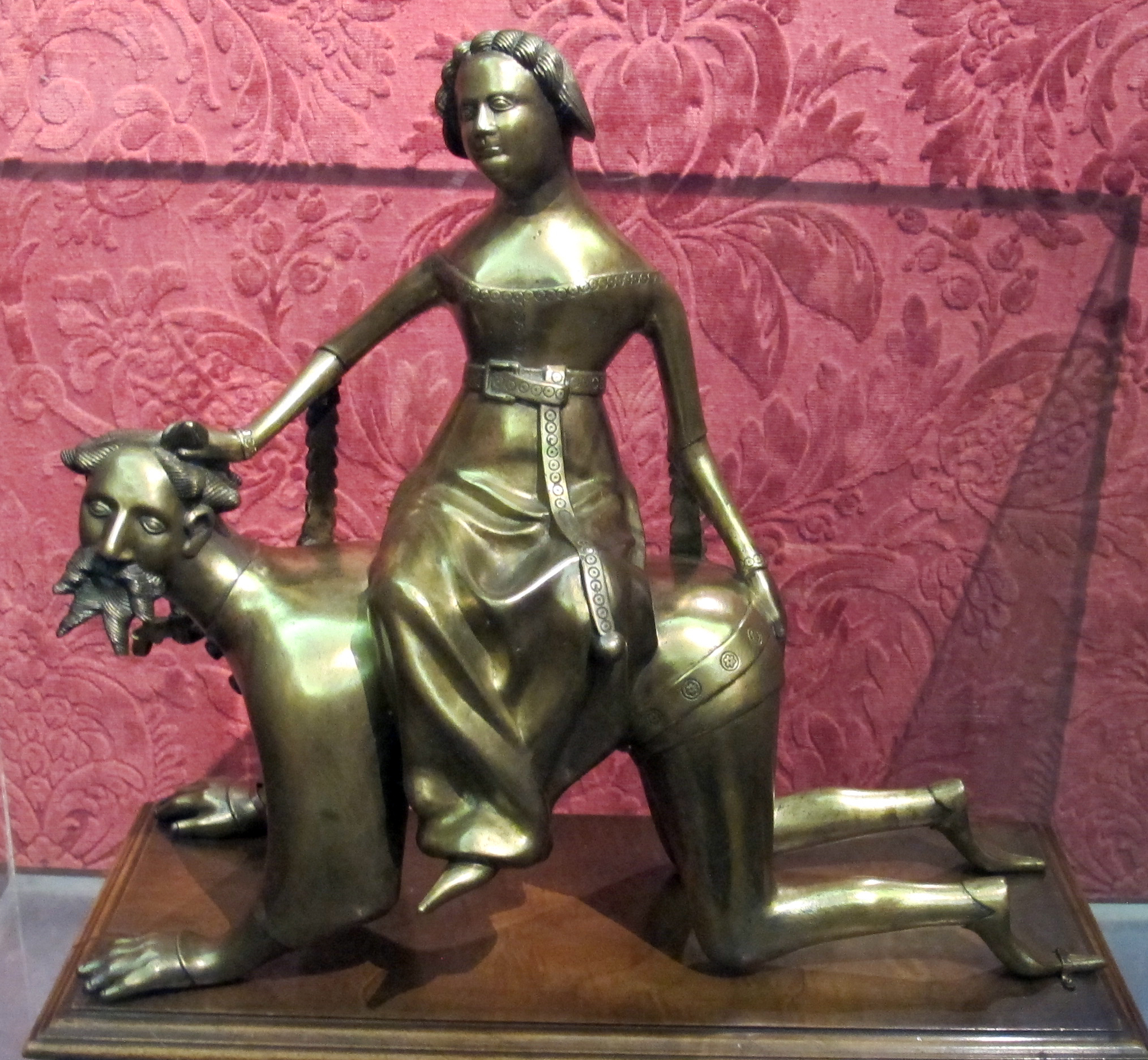
Акваманіл XV століття з Філліс верхи на Арістотелі

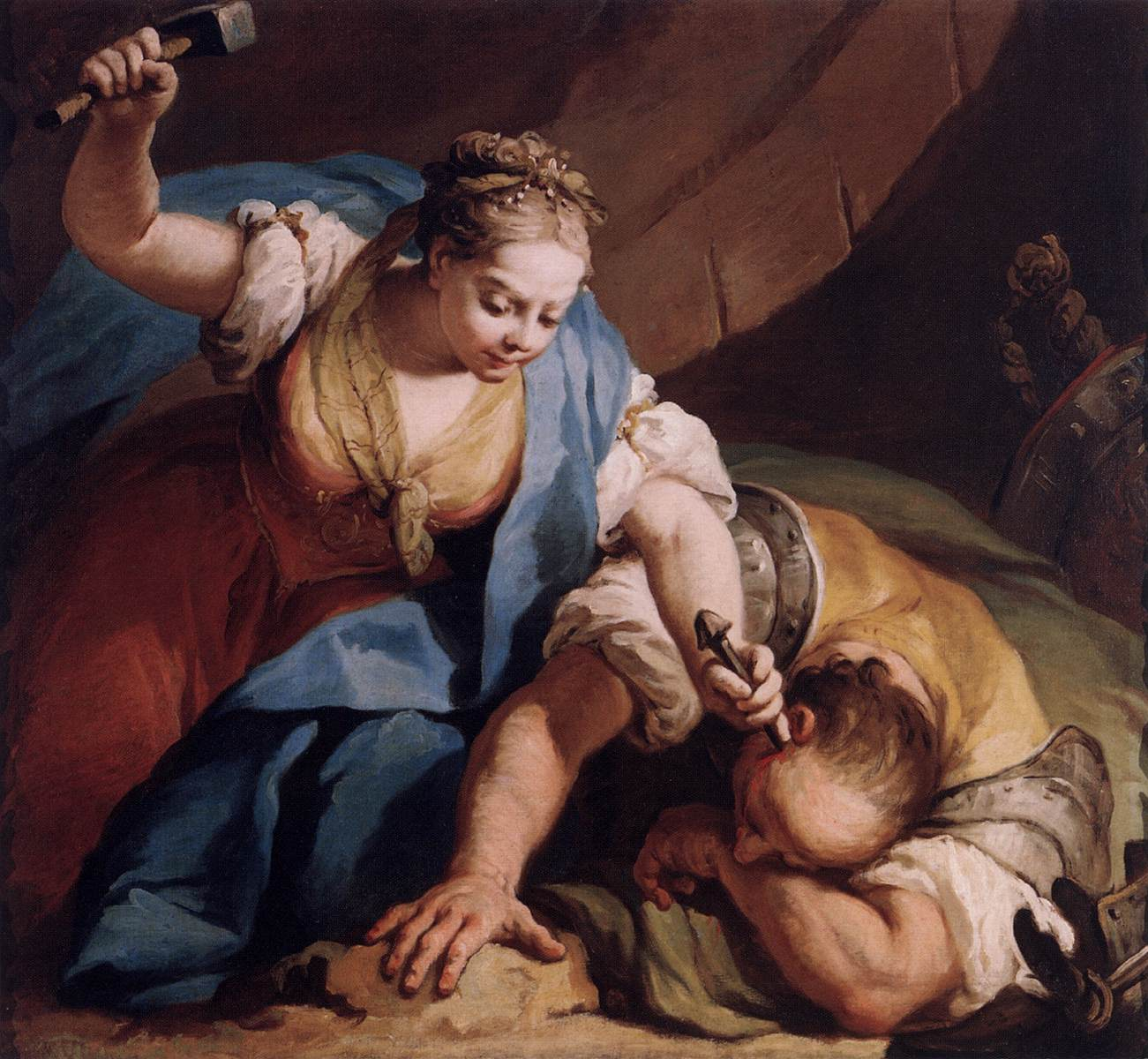
Якопо Амігоні,«Яїл і Сісера», 1739

«Сила жінки» (нім. Weibermacht) — середньовічний і ренесансний художній і літературний топос, що показує «героїчних або мудрих чоловіків, над якими домінують жінки», представляючи «повчальну і часто гумористичну інверсію сексуальної ієрархії, в якій домінують чоловіки». Сьюзен Л. Сміт визначила його як «репрезентативну практику об'єднання щонайменше двох, але зазвичай більше, відомих постатей з Біблії, давньої історії чи романтики для ілюстрації групи взаємопов'язаних тем, які включають жіночі підступи, силу кохання та випробування шлюбу». Сміт стверджує, що топос є не просто «прямим виявом середньовічного антифемінізму»; а радше «місцем змагання, через яке можна було висловити суперечливі ідеї щодо гендерних ролей».
Сміт стверджує, що топос бере свій початок у класичній літературі і знаходить його в середньовічних текстах, таких як «Окасен і Ніколет», «Розрада від Філософії», «Роман про троянду» та «Кентерберійські оповіді». Близько 1400 року Христина Пізанська критикувала топос, стверджуючи, що якби жінки писали ці розповіді, їхні інтерпретації відрізнялися б від інтерпретацій чоловіків.
У образотворчому мистецтві зображення зустрічаються в різних виявах, в основному з XIV століття і далі, і стають все більш популярними в XV столітті. До тих пір часто повторювані сюжети включають Юдиту, яка обезголовлює Олоферна, Філліс верхи на Арістотелі, Самсона та Далілу, Саломію та її матір Іродіаду, Яїл, яка вбиває Сісера, Ветсавію, яка купається на очах у Давида, ідолопоклонство Соломона, Вергілія в його кошику, а також багато зображень відьом і жанрових образів дружин, які домінують над своїми чоловіками. Остання група стала називатися «битвою за штани». Йосип і дружина Потіфара, а також Лот і його дочки приєдналися до групи сюжетів трохи пізніше, але згодом стали більш популярними. Томіріс, скіфська цариця, яка перемогла Кіра Великого і знущалася над його трупом, була написана Рубенсом і кількома італійцями.
Ці сцени, здебільшого показані в послідовних композиціях, що включають лише двох осіб і візуально відмінні дії, були легко впізнавані і, здається, також були драматично представлені в різноманітних розвагах, чи то у вигляді коротких сцен, чи то в живих картинах. Невідомо, хто першим ввів термін «Weibermacht», але він, очевидно, набув популярності в епоху Північного Відродження в XVI столітті в Німеччині та Нідерландах.

## Образотворче мистецтво
На ранніх зображеннях готичного періоду жанрові сюжети або «класичні», такі як Філліс верхи на Арістотелі та Вергілій у кошику, фактично обидва середньовічні легендарні нарости, були більш популярні, ніж біблійні, що переважали пізніше. Вони часто з'являються на тих самих предметах, що й «Штурм замку кохання», як-от на скриньці з Балтимора. Цей та подібні сюжети куртуазного кохання здебільшого збереглися на предметах зі слонової кістки, призначених для жіночого вжитку, таких як скриньки або футляри для дзеркал. На них зображені жінки, які захищають замок від чоловіків, як правило, безуспішно. Ці образи, по суті, є легковажними романтичними фантазіями з комічним трактуванням; такі сцени іноді ставилися як легкий рельєф на турнірах.
Тема «Влада жінки» особливо популярна в мистецтві Північного Відродження з XVI століття, яке зображує «образи, взяті з історичних, міфологічних і біблійних джерел, які ілюструють владу жінок над чоловіками, зокрема в результаті їхньої сексуальної привабливості». Кілька історій пов'язані з убивством чоловіка, і це, а також їхній релігійний контекст ефективно усувають значну частину комічного потенціалу групи, але аж ніяк не еротичні можливості, якими користуються багато художників.
Питання про ставлення до насильства, яке демонструють жінки в ім'я доброчесності, мабуть, найкраще видно на прикладі Яїл, яка вбиває Сісеру, забиваючи йому в голову кілок від намету, що робить її образ особливо наочним. На думку деяких феміністичних критиків, в епоху Відродження її зображення стали ворожими, і, як і Юдиту, її, безумовно, зараховують до «поганих» постатей, таких як Іродіада та Даліла. Проте вона була включена, разом з Юдитою та Естер, як одна з трьох біблійних героїнь Ганса Бургкмайра «Drei Gut Judin» («Три добрі єврейки») у його «Вісімнадцять гідних», додавши дев'ять жінок до традиційних дев'яти гідних чоловіків.
Теми «Сили жінок» можна побачити в живописі та інших засобах мистецтва, але їхнім особливим проявом були принти. Лука Лейденський зробив дві серії ксилографій, відомих як «Велика та мала влада жінок». Серед зображених сюжетів Адам і Єва, Самсон і Даліла, цар Соломон, Ірод та Іродіада, Яель і Сісера, і, рідше, Єзавель і цар Ахав. Гравюри на дереві мають дещо статичні композиції, і було припущено, що вони втілюють живі сцени. Інший набір Ганса Бургкмайра (1519) відомий як «Liebestorheiten» або «Безумства кохання». У той же час існував також інтерес, часто серед одних і тих самих художників, до жінок із подібного середовища, які були безсилі або могли врятуватися від ситуації лише самогубством, наприклад Сусанна, Дідона Карфагенська, Лукреція та Вергінія. Десь між цими двома крайнощами була історія Естер.

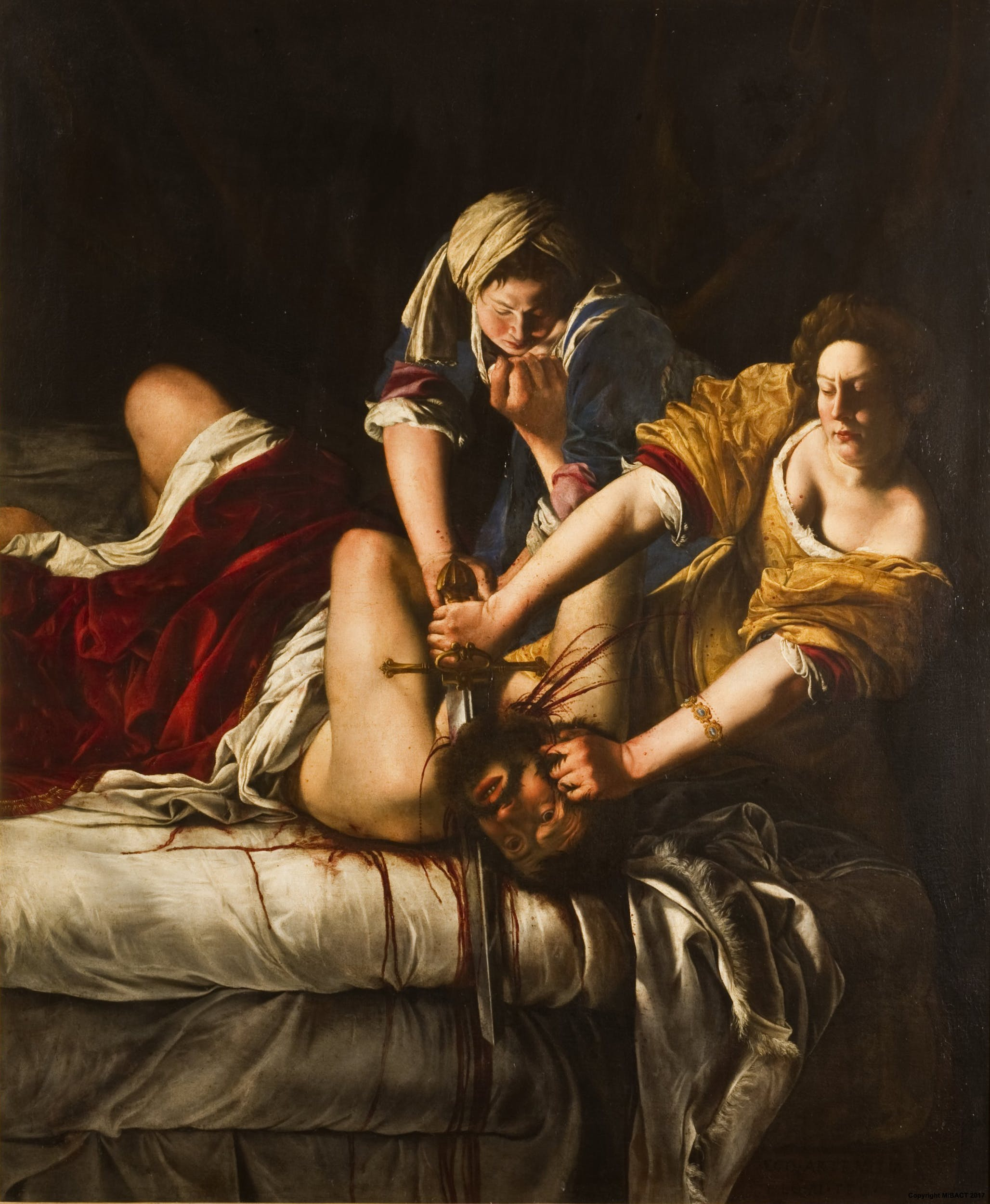
Артемізія Джентілескі, «Юдита вбиває Олоферна», версія у Флоренції, 1621 р.

Кляйнмайстери були серед тих художників, які дуже зацікавили обидві групи. Трактування обох груп, особливо в гравюрах, часто було відверто еротичним, і ці групи займали своє місце поряд із жіночими святими та коханками як міфологічними, так і реалістичними у загальних трактуваннях жінок у мистецтві. Інтерес до таких тем поширився в Італії, торкнувшись спершу Венецію, і сюжети стали звичайними в італійському живописі пізнього Відродження, а ще більше — під час бароко, можливо, досягши кульмінації в роботах Артемізії Джентілескі, яка намалювала майже всі біблійні сюжети «Сила жінок», більшість більше одного разу. Хоча припускається, що її вибір сюжетів обумовлений її важким життям, найвідоміша робота Крістофано Аллорі, «Юдита з головою Олоферна», використовує як моделі його колишню коханку для Юдити, її матір в ролі служниці, а також автопортрет голови Олоферна.
У північному живописі Кранахи були першими художниками, які часто малювали предмети. У 1513 році Лукас Кранах Старший прикрасив шлюбне ложе Йоганна, курфюрста Саксонії, набором сцен, включаючи «Ідолопоклонство Соломону», «Геракла та Омфалу» (див. нижче) і «Суд Паріса». Відповідні сини мецената та художника, Йоганна Фрідріха I, курфюрста Саксонії, та Лукаса Кранаха Молодшого створили ще один набір картин, який зараз знаходиться в Галереї старих майстрів. Існує ймовірність того, що деякі з численних Юдит майстерні Кранаха є портретами жінок при саксонському дворі; деякі інші картини Яїл, безумовно, є портретами.

### Теми та контекст

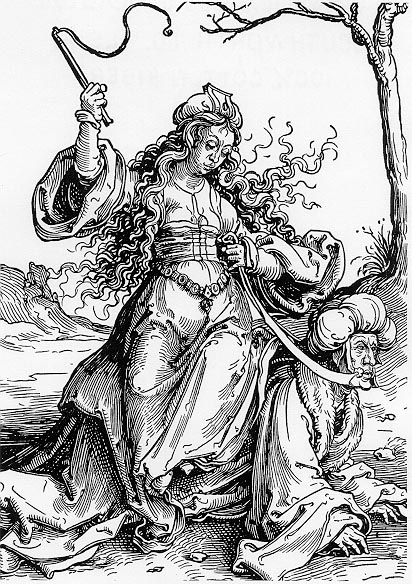
Філліс верхи на Арістотелі, Лукас ван Лейден

Кілька з цих сюжетів «Сили жінок» містять частково комічний елемент зміни ролей у суспільстві, яке, по суті, було патріархальним, насамперед «квінтесенція образу з топосу «Сила жінок» — Філліс верхи на Арістотеля». Історія Філліс і Арістотеля датується початком ХІІІ століття (коли було написано «Пісня про Арістоте») і стала темою популярних віршів, п'єс і моралізаторських проповідей. 1975 року цю тему вперше проаналізувала Наталі Земон Девіс, яка дійшла висновку, що «загальні функції» цих змін полягали в тому, що «вони давали змогу висловити і виплеснути конфлікти про владу всередині системи; а також надавали нагоди, коли авторитарна течія в сім'ї, на виробництві та в політичному житті могла бути пом'якшена сміхом безладу і парадоксальною грою. Відповідно, вони слугували зміцненню ієрархічної структури».
Тема зміни ролей Геракла та Омфали не відповідала головному тропу «Влада жінок», оскільки період служіння Геракла Омфалі не був спричинений взаємодією між ними, і вони пізніше одружилися. Сюжет став популярним у XVI столітті, і сім'я Кранаха намалювала безліч версій, на яких Омфала та її служанки переодягають Геракла у жіноче вбрання.
«Філліс верхи на Арістотелі» була намальована на стінах кількох німецьких ратуш, хоча проєкт Альбрехта Дюрера для Нюрнберга в рамках циклу «Сила жінок» так і не був реалізований. Деякі набори гравюр мають орнаментальні рамки, що дозволяє припустити, що вони призначалися для наклеювання на стіни, як і багато більших гравюр. У той час як багато менших гравюр, ймовірно, бачили переважно колекціонери-чоловіки та їхні друзі, ці картини та настінні гравюри «мали розважати або забавляти як чоловіків, так і жінок». На деяких гравюрах флорентійського Отто, призначених, по суті, для жіночої аудиторії, зображені жінки, які перемагають чоловіків, хоча на більшості з них зображені умиротворені сцени коханців.
Інші великі гравюри, призначені для настінних зображень, де особливо часто зустрічаються сюжети на тему «Сила жінок», мають інший тип композиції, ніж маленькі гравюри з кількома фігурами, на яких зображені великі й густонаселені панорамні сцени, в яких важко виокремити ключові фігури. Давид і Вірсавія або історія Саломеї розгортаються на тлі широких міських пейзажів, а Юдита вбиває Олоферна в кутку величезної батальної сцени на тлі обнесеного мурами міста.
Асоціація чаклунства спеціально і майже виключно з жінками була новинкою кінця XV століття, для якої книга «Malleus Maleficarum» (1486) залишається емблемою, хоча її значення було піддано сумніву. Інтерпретація багатьох образів відьом була предметом значного наукового інтересу в останні десятиліття, і було висунуто багато різних інтерпретацій. Крім того, що дає простір для фантазії, еротичний елемент чітко помітний, перш за все, у роботах Ганса Бальдунга, художника, який найбільше асоціюється з цією темою. Серйозність, з якою або художник, або його глядачі сприймали реальність чаклунства, була поставлена під сумнів; певною мірою це, здається, були фільмами жахів свого часу. Аендорська відьма була раніше незрозумілою темою, яка дозволяла поєднати біблійний і чаклунський інтерес.

## Галерея

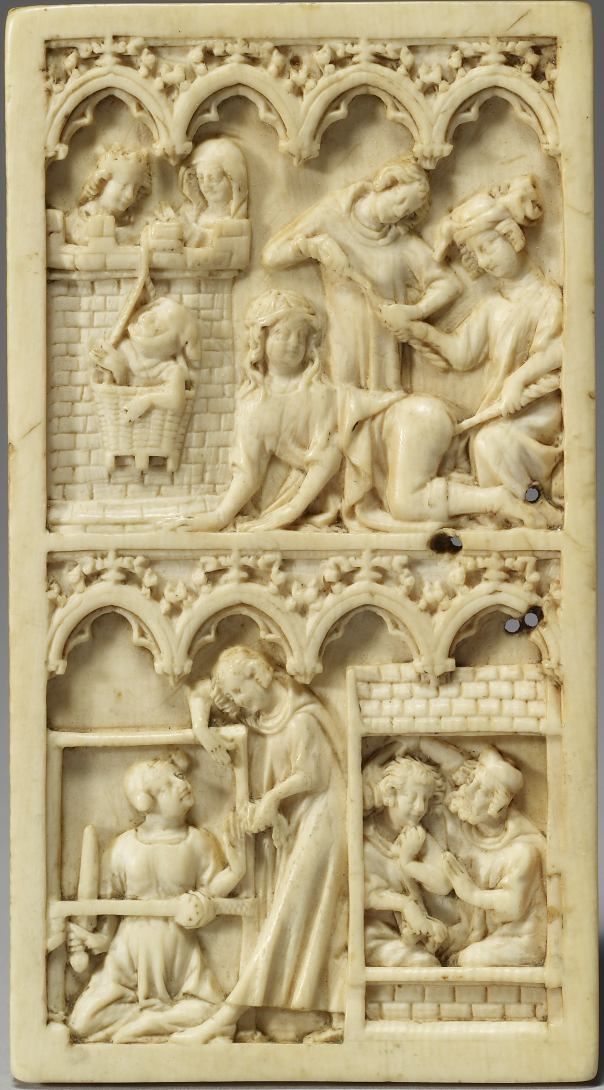
Французька готична обкладинка для письмових табличок зі слонової кістки із зображенням Філліс, яка спокушає Арістотеля та Вергілія в кошику, 1340–60 рр.
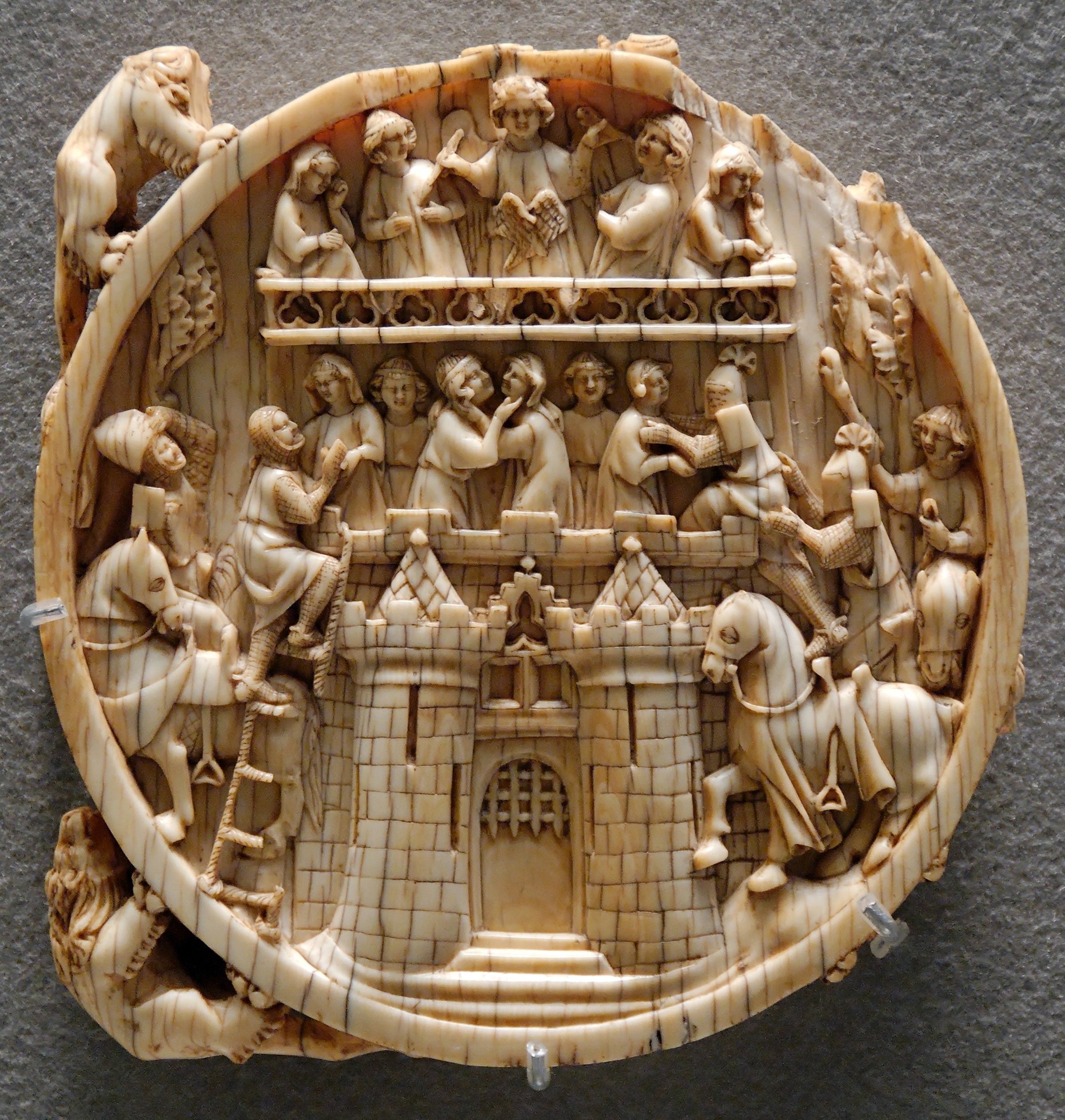
«Напад на Замок кохання», дзеркало зі слонової кістки, 1340–60 рр., Франція
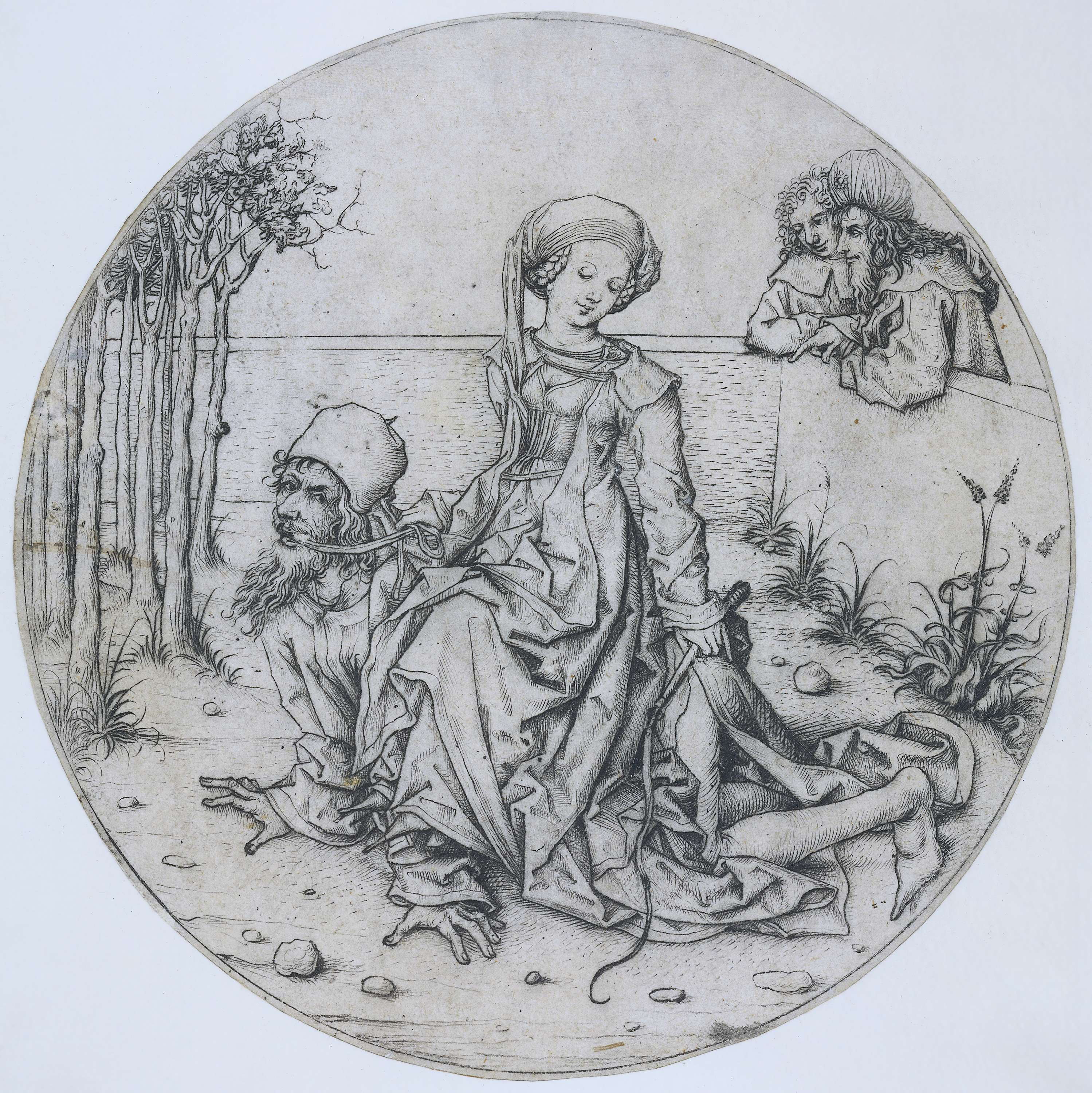
«Арістотель і Філліс», господар домової книги, гравюра XV ст.
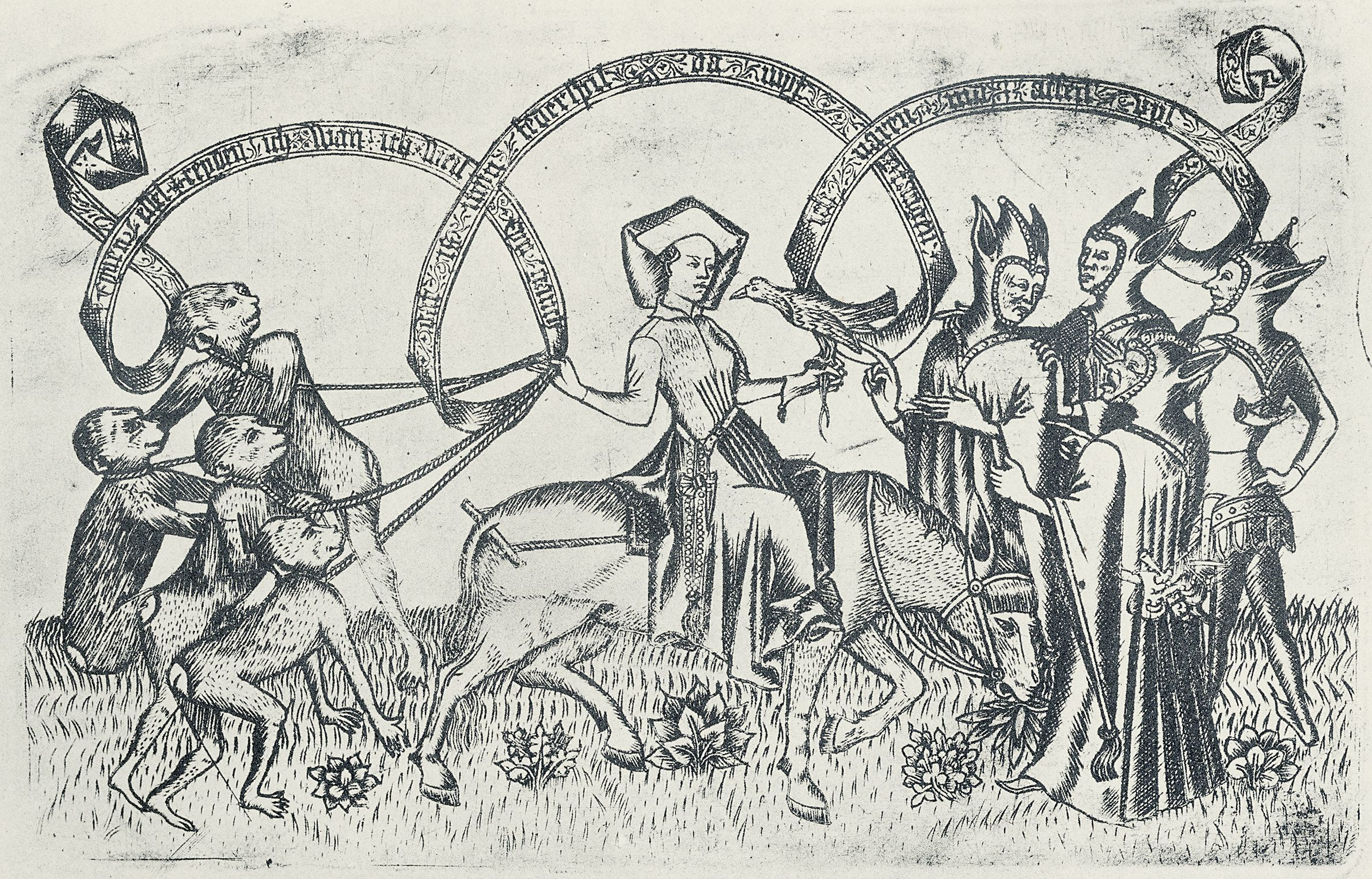
«Сила жінок» бл. 1451–75, гравюра майстра Вейбермахту
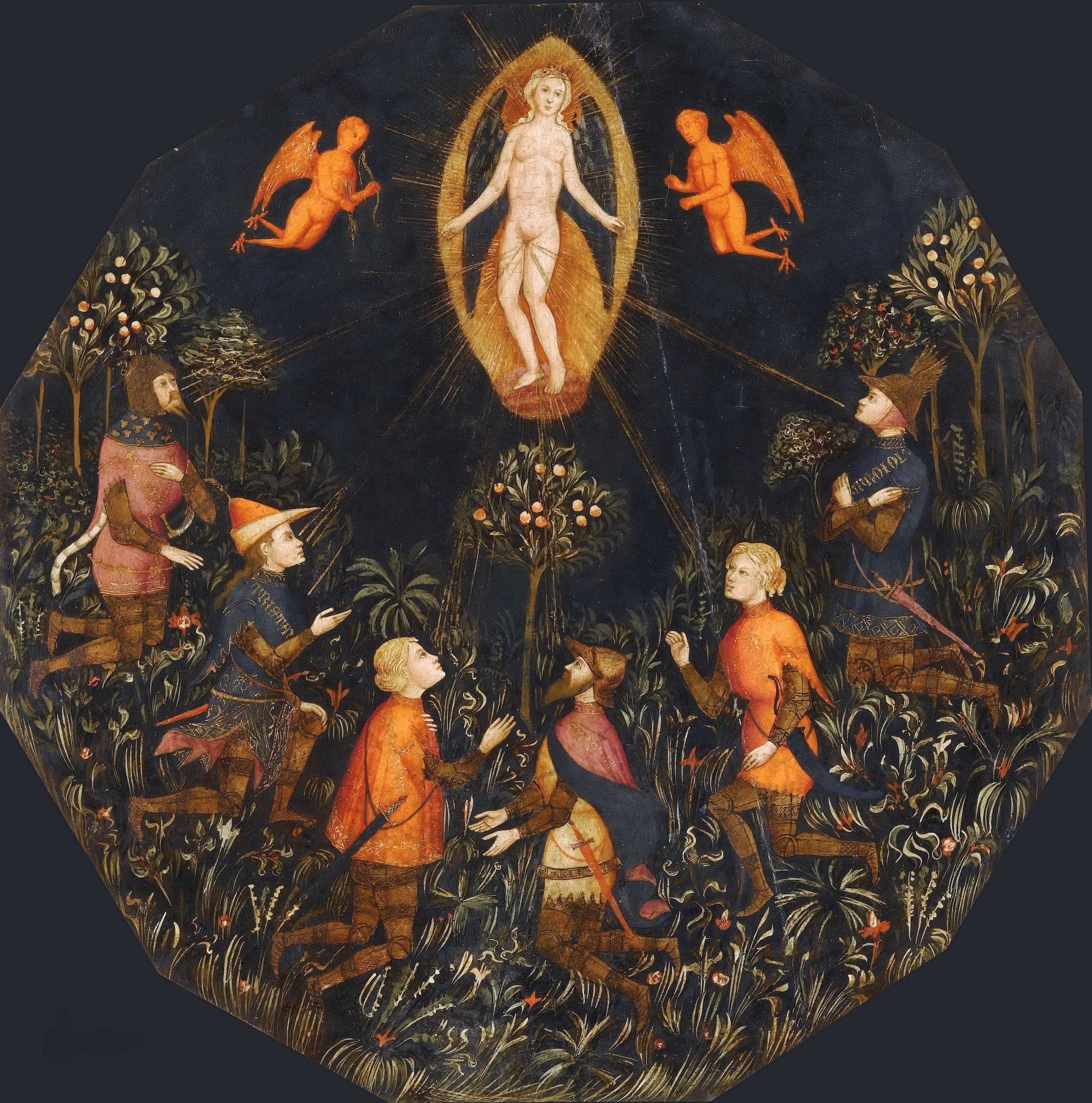
Походження з праці з «Тріумфом Венери», шанувальники: Ахіллес, Трістан, Ланcелот, Самсон, Паріс і Троїл
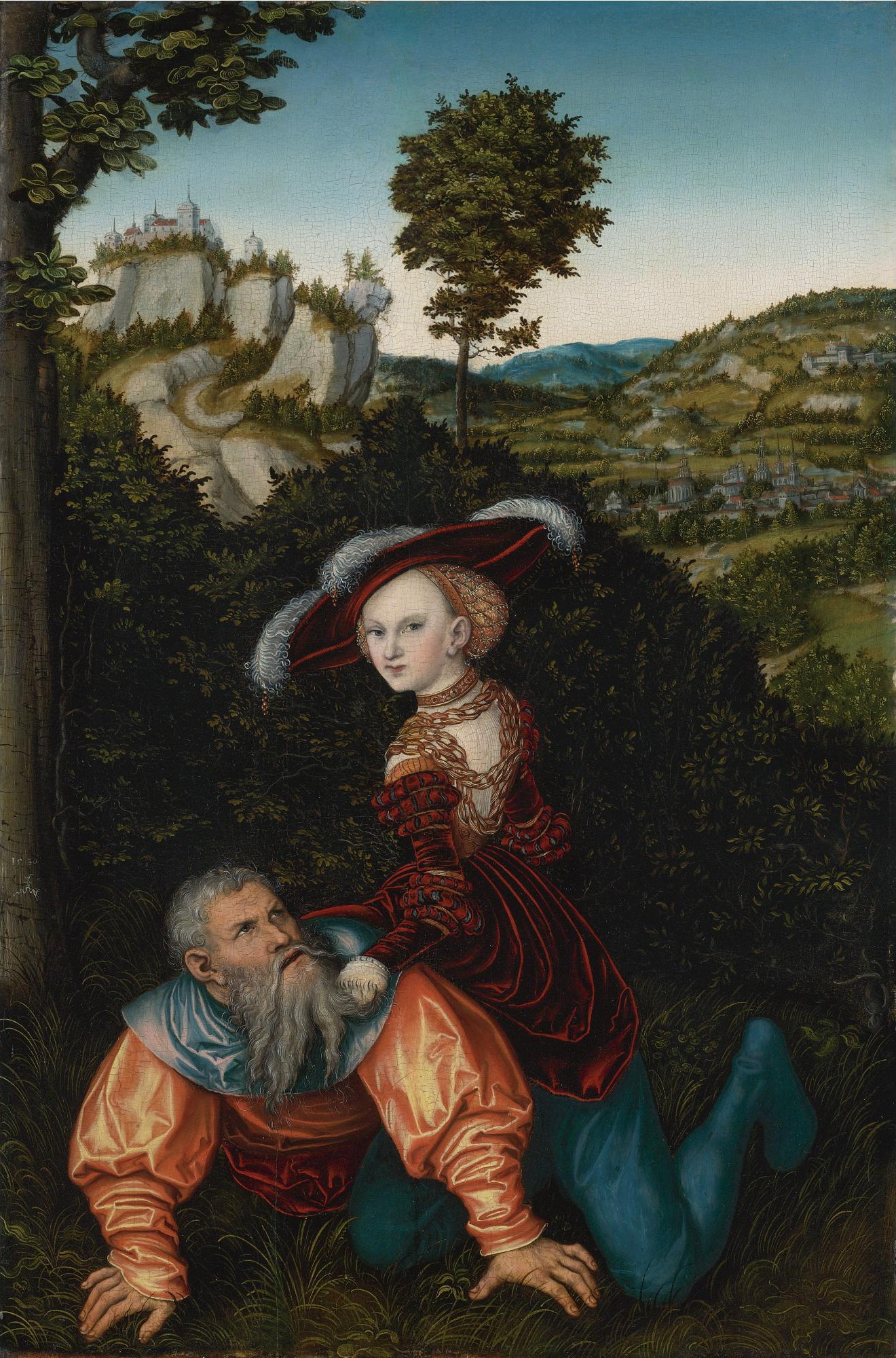
«Філліс і Арістотель», Лукас Кранах Старший, 1530 рік
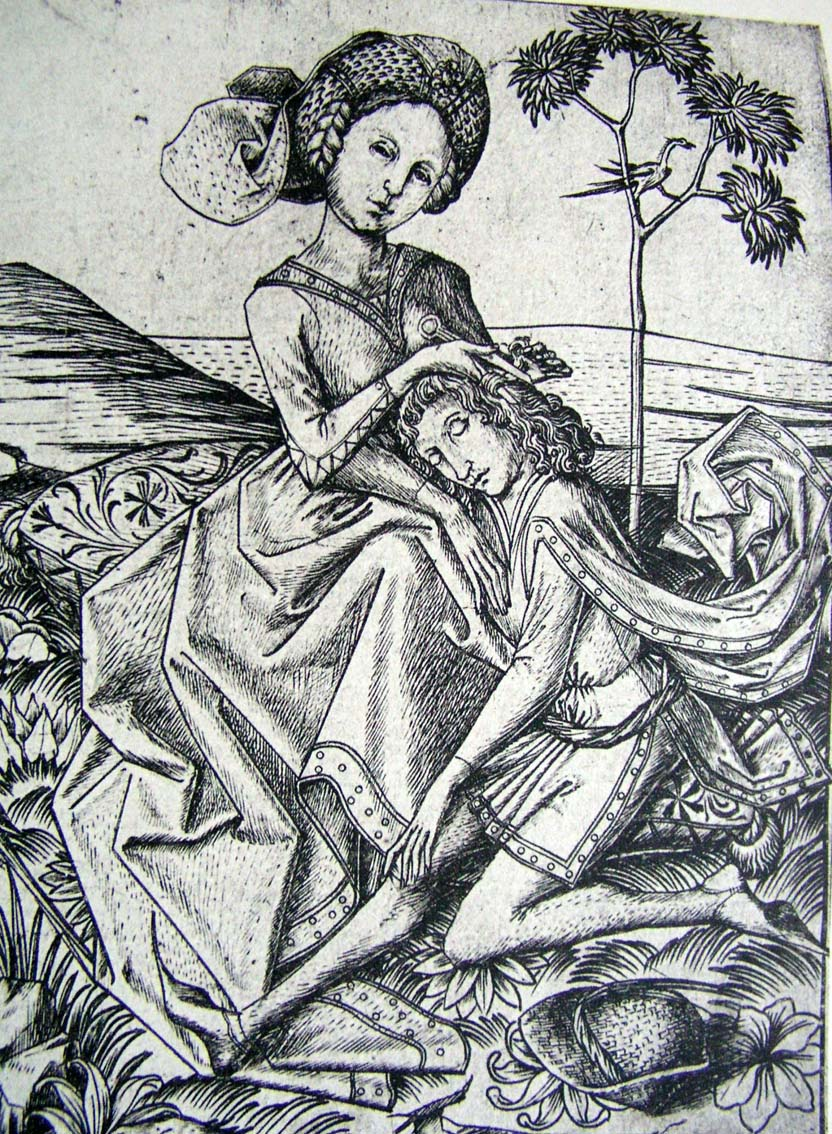
«Самсон і Даліла», Майстер Е.С.? 1460-ті роки
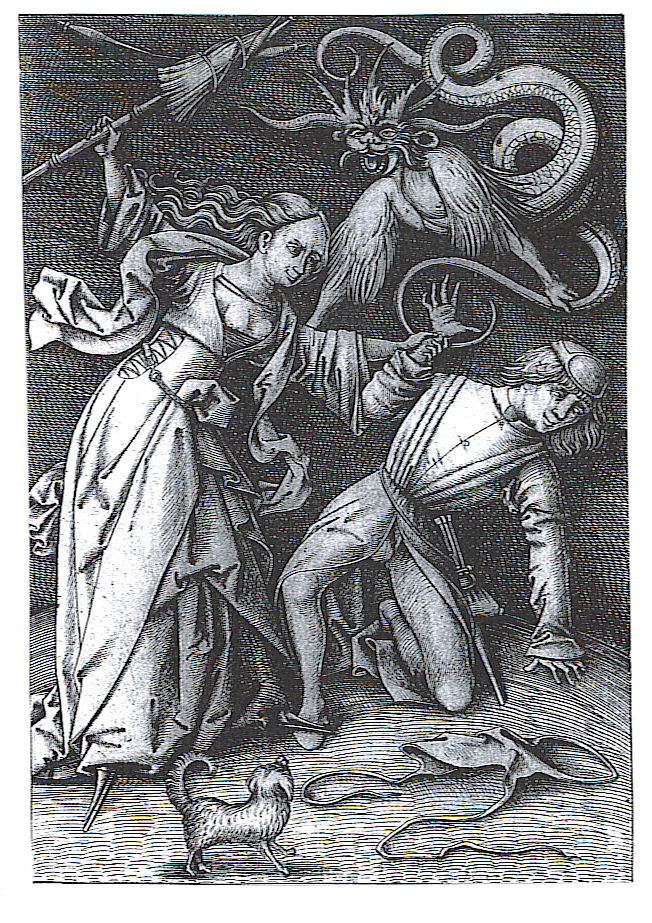
Мотив «Битва за штани»: Ізраель ван Меккенем, «Розгнівана дружина», жанрова гравюра, 1490-ті рр.
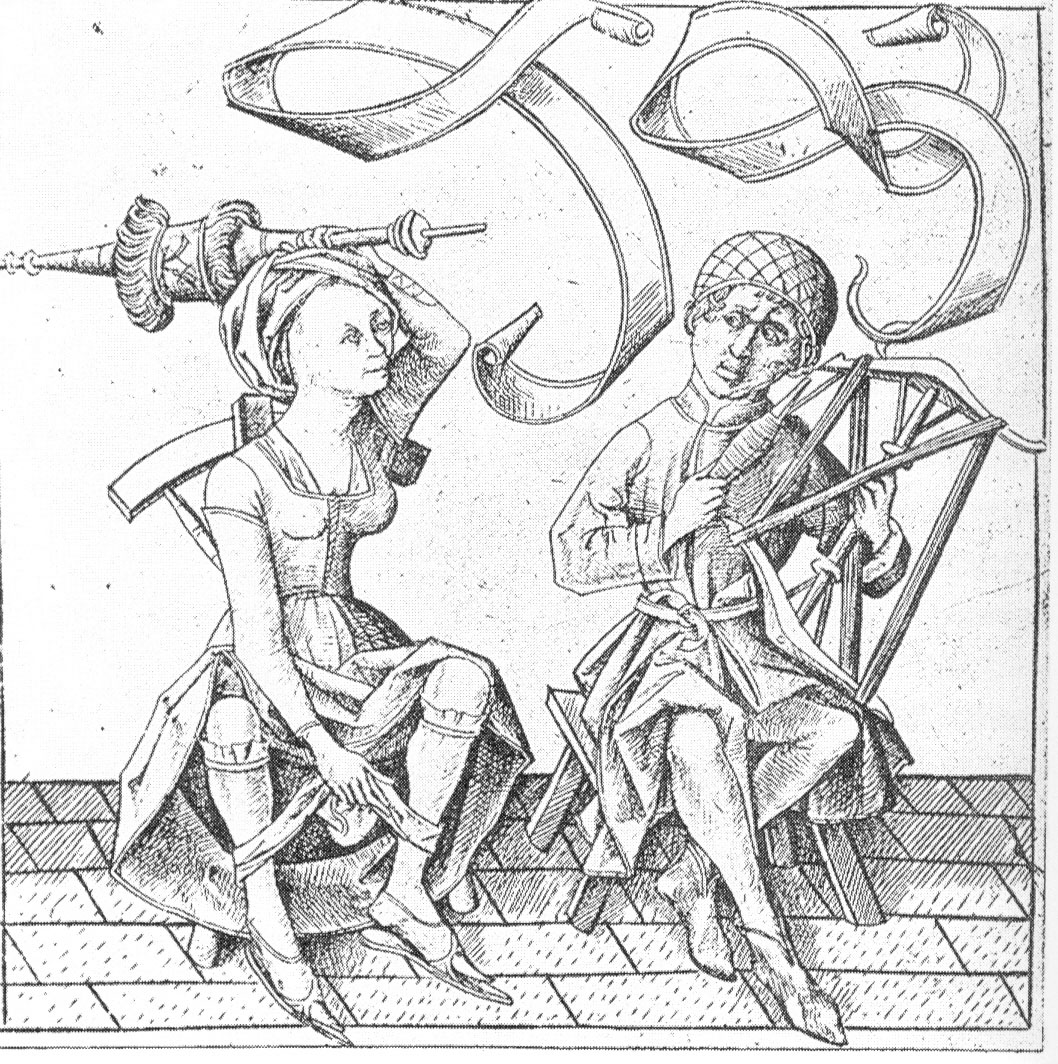
Ще одна робота ван Мекенема: тут чоловік виконує традиційно жіночу роботу - пряде, а його партнерка погрожує йому витонченим предметом, що символізує владу.
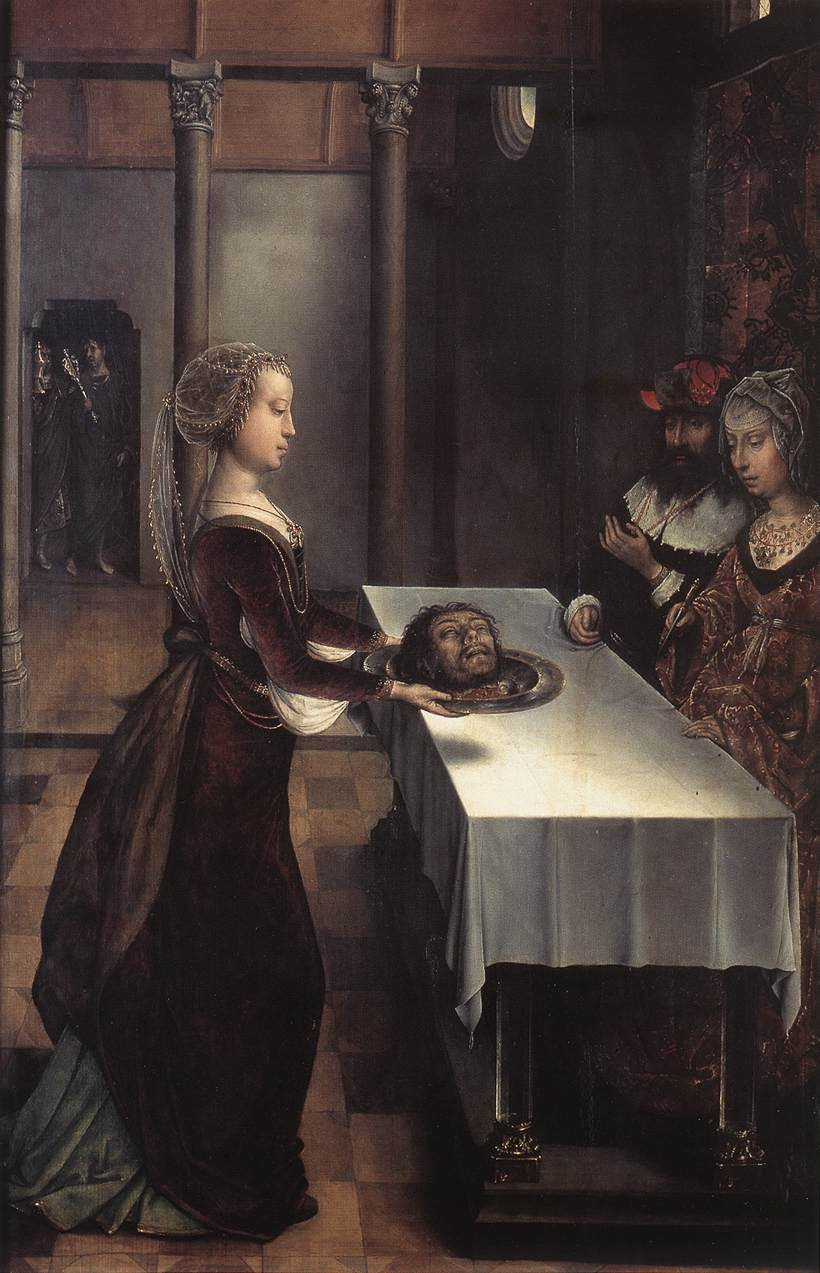
«Помста Іродіади», Хуан Фландес, 1496 р.
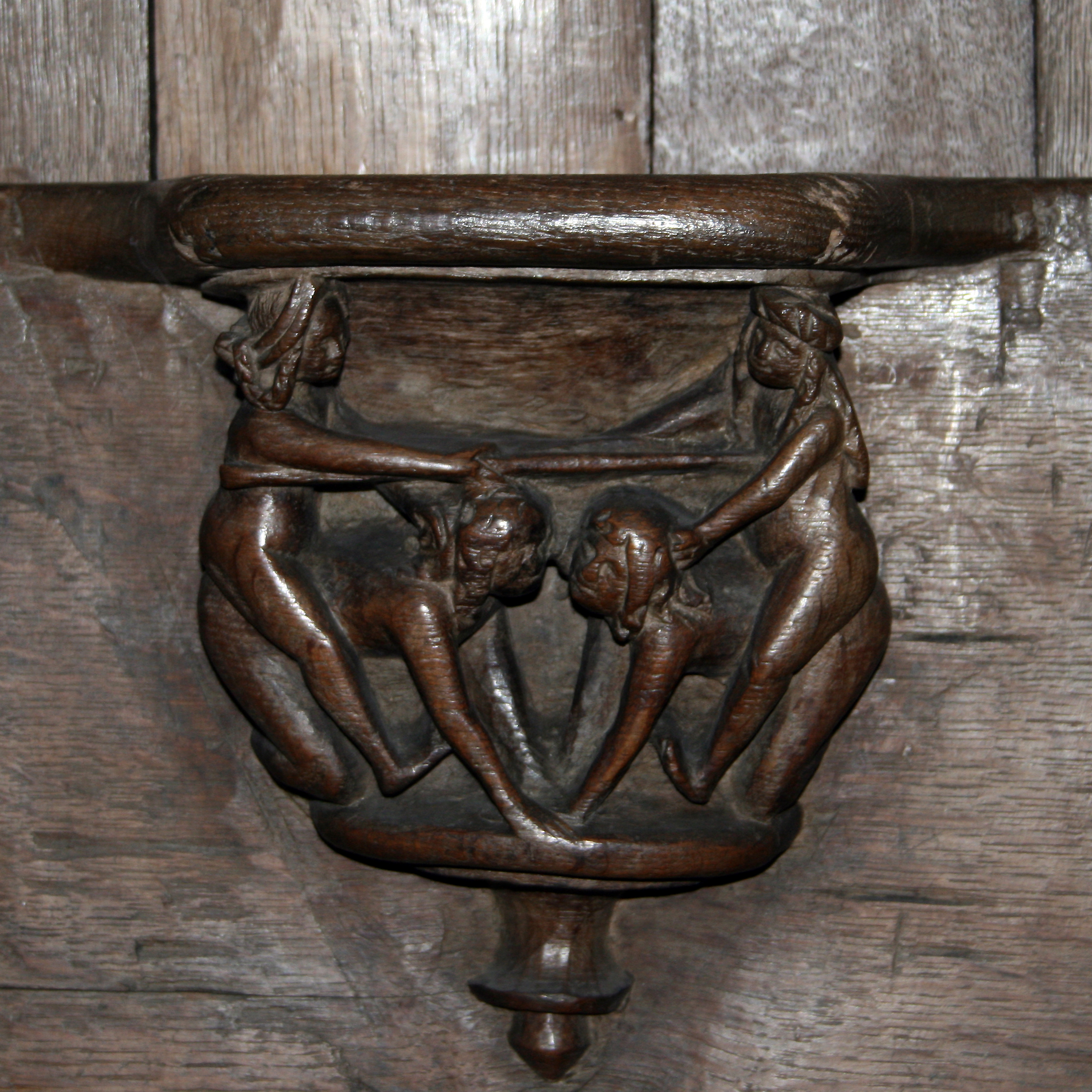
Мізерикордія початку XVI століття з двома жінками, які верхи на чоловіках змагаються в лицарських змаганнях, Валкурт, Бельгія
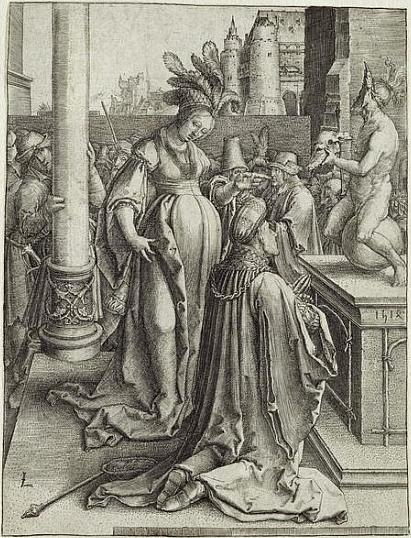
«Ідолопоклонство Соломона»,натхненний його дружиною-язичницею, із серії ксилографій «Велика влада жінок», Лука Лейденський, 1514 р.
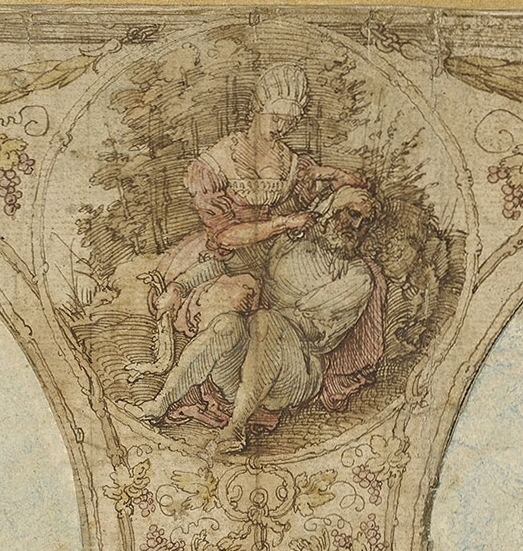
«Самсон і Даліла», деталь проєкту ратуші Нюрнберга, Альбрехт Дюрер, 1521 р.
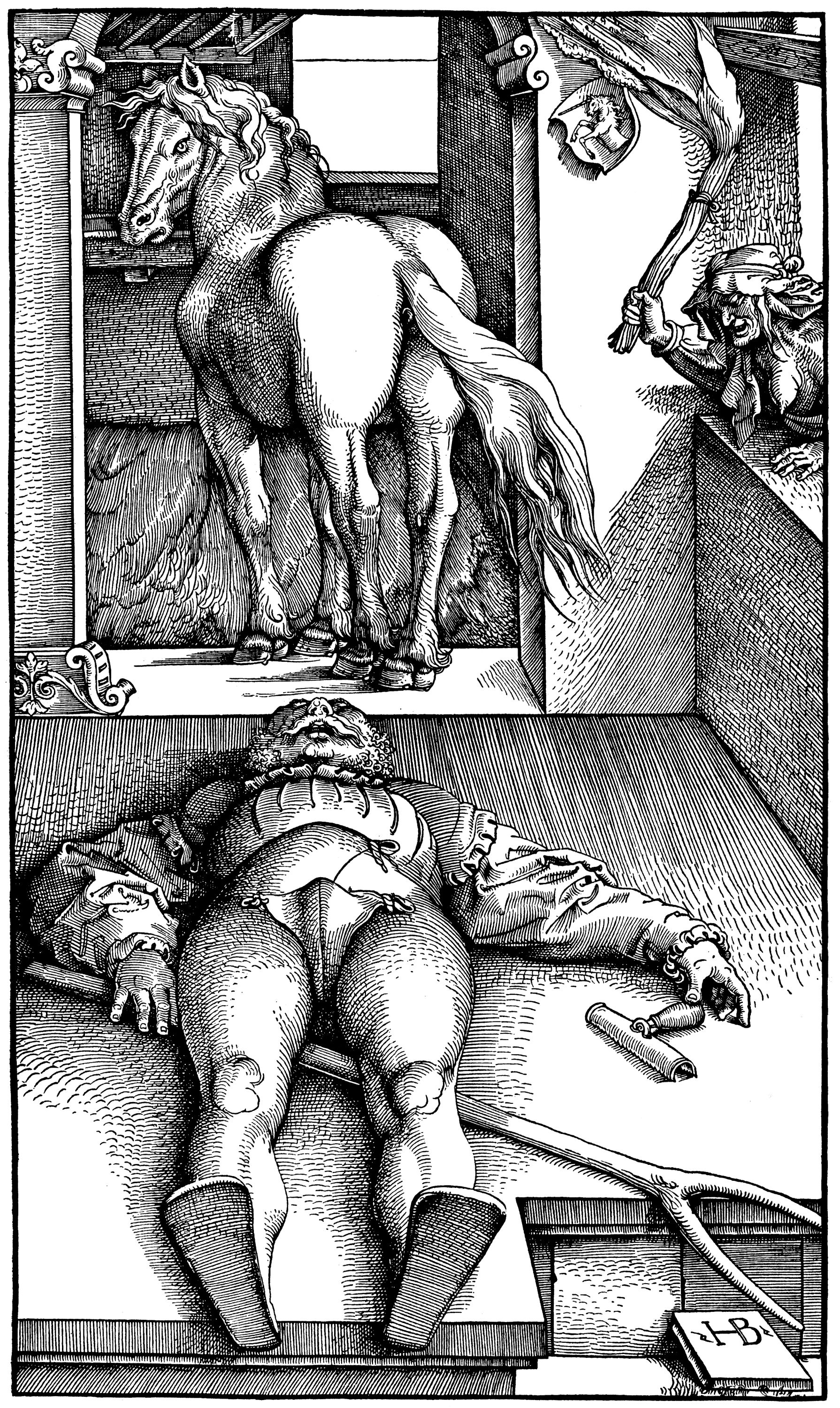
«Зачарований конюшний наречений», Ганс Бальдунг, бл. 1534 р.
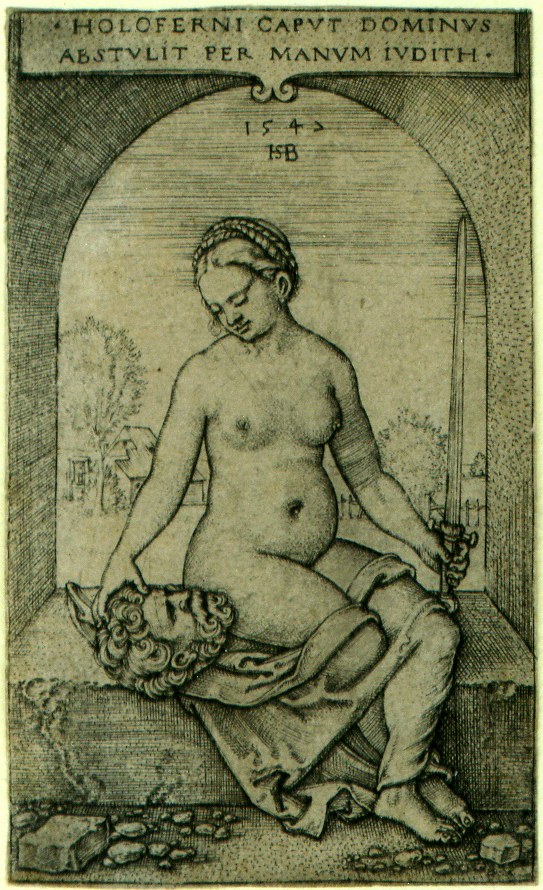
«Юдита з головою Олоферна», Себальд Бехам, 1547 р.

## Подальше читання
- Smith, Susan L., The Power of Women: A 'Topos' in Medieval Art and Literature., University of Pennsylvania Press, 1995, ISBN 978-0812232790
- Tal, Guy, Witches on Top: Magic, Power, and Imagination in the Art of Early Modern Italy, Dissertation, Indiana University, 2006, Proquest, ISBN 978-0542847912